# KMSK Deinze
 (août 2025).
Maillots
Dernière mise à jour : 12 décembre 2024.
Le Koninklijke Maatschappij Sportkring Deinze était un club de football belge basé à Deinze, qui évoluait en 2024-2025 en Challenger Pro League. Porteur du matricule 818, le club disputait sa 61e saison dans les divisions nationales, dont 20 passées en Division 2, le plus haut niveau qu'il ait atteint.
Deux ans après l'annonce de grandes ambitions, le cercle flamand est déclaré en faillite le mercredi 11 décembre 2024.

## Histoire

### Pionniers
En 1908, un cercle gymnique catholique appelé « Donza » crée une section de football qui s'affilie à l'UBSSA quelques années plus tard, sous le nom de Donza FC Deynze. Lors de l'Assemblée Générale du 25 février 1912, le club est accepté comme « club débutant » par la fédération belge. Une fédération qui, le 28 juillet 1912, prend le nom de « UBSFA ». Aucune demande afin de passer « club effectif » n'est jamais introduite.
Le 10 février 1920, le « Donza » est reconnu Société Royale, mais sa section de football n'existe déjà plus depuis plusieurs années. La Première Guerre mondiale lui a été fatale comme à beaucoup d'autres associations et clubs.
Pendant le conflit apparaît le Sporting Deynze sur les reliefs de l'ancienne équipe de football du « Donza ». Ce Sporting aurait été reconnu « club adhérent » par l'UBSFA, mais aucune trace de cette affiliation n'a été trouvée, malgré de nombreuses recherches de l'ASBL FOOT100. En 1921, ce cercle a disparu de la circulation.

### Fondation du Sportkring
Les activités footballistiques semblent en léthargie dans la région de Deinze. Et les passionnés doivent réagir. C'est chose faite avec la fondation du Sportkring Deinze, le 12 mars 1926 à l'initiative de l'industriel Emile Torck, propriétaire de la société Tork & fils & Hautebeke, une usine de fabrication de voitures d'enfants, de jouets et de chaises pour bébés. Le club s'installe sur un terrain près de l'Astenedreef. Il s'affilie à l'Union Belge le 22 octobre 1926, et reçoit le matricule 818. Le club interrompt ses activités au début de la Seconde Guerre mondiale, son terrain étant réquisitionné pour en faire une décharge automobile. Durant le conflit, le club ouvre de nouvelles sections en hockey, natation et tennis de table, sous l'impulsion de son président George Torck, le fils du fondateur. Ces autres sections sont fermées en 1946.
Le 13 mai 1952, le club est reconnu « Société Royale » et prend le nom de Koninklijke Maatschappij Sportkring Deinze le 11 juin. Deux ans plus tard, le club remporte le titre provincial et monte pour la première fois de son Histoire en Promotion, le quatrième niveau national.

### Premiers séjours en Promotion
Le MKSK Deinze lutte pour son maintien durant cinq saisons, ne faisant pas mieux qu'une onzième place. En 1956, il doit même passer par un test-match face au Stade Mouscronnois pour conserver sa place en nationales. Il est finalement relégué en 1959 et retourne en première provinciale. Il y remporte un nouveau titre un an plus tard, et remonte ainsi en Promotion. Durant trois ans, le club évite la relégation de justesse. À partir de la saison 1963-1964, il obtient de meilleurs résultats, terminant trois ans sur quatre en milieu de classement. Mais en 1968, il ne peut éviter une nouvelle relégation, et redescend en provinciales après un séjour de huit saisons en nationales.
Le club revient en Promotion en 1976, et joue pendant deux saisons dans le bas du classement. En 1978, il déménage vers un nouveau stade, le Burgemeester Van de Wiele Stadion, une enceinte moderne louée à l'administration de la ville de Deinze. Le moins que l'on puisse dire c'est que ce changement de terrain porte chance au club, qui réalise ensuite deux bonnes saisons, conclues à la quatrième puis à la cinquième place. Malheureusement, il ne confirme pas la saison suivante et est de nouveau relégué en 1981.

### Retour définitif dans les séries nationales
Un an plus tard, le MKSK Deinze décroche un nouveau titre provincial et remonte en Promotion. Depuis lors, il n'a plus quitté les séries nationales. Lors de la saison de son retour, le club joue les premiers rôles, et termine quatrième dans sa série. Il régresse ensuite durant trois saisons, et se sauve de peu en 1986. Après une saison plus calme, le club lutte encore deux saisons pour son maintien.

### Ascension vers la Division 2
La fin des années 1980 marque un nouveau tournant dans l'Histoire du club. Le président Georges Torck est démis de son poste de président, et remplacé par Marc Hoste à la fin de l'année 1988. La fin de saison est délicate et voit le club se sauver de peu. Sous l'impulsion de son nouveau président, Deinze entame ensuite une période de succès en terminant vice-champion de sa série en 1990 et en 1991. La troisième fois est la bonne pour le club, qui décroche le titre en 1992 et monte pour la première fois de son Histoire en Division 3.
Le KMSK Deinze poursuit sur sa lancée la saison suivante, et décroche un second titre consécutif pour sa première expérience en troisième division. Cette performance lui ouvre les portes de la Division 2. Le club dispute trois premières saisons de bonne facture, terminant entre la dixième et la douzième. En 1997, Deinze obtient le meilleur classement de son Histoire avec une troisième place finale, à seulement trois points du champion Beveren. Ce résultat qualifie le club pour le tour final, mais il n'y obtient qu'un point en six rencontres et loupe la montée en première division. Le club finit encore sixième la saison suivante, puis doit abandonner ses ambitions de rejoindre l'élite nationale.

### Années difficiles et sauvetages extra-sportifs
Le tournant du millénaire marque un net recul dans les résultats du club, qui lutte presque chaque saison pour son maintien, l'obtenant à plusieurs reprises pour des raisons extra-sportives.
Au terme de la saison 1999, le club se retrouve barragiste, et ne doit son maintien qu'à la disparition du KFC Herentals. Deux ans plus tard, il occupe à nouveau cette position, mais se sauve grâce à la rétrogradation administrative du KFC Turnhout, deuxième mais qui s'est vu refuser sa licence pour le football rémunéré, indispensable pour évoluer dans les deux plus hautes divisions nationales. La saison suivante, Deinze est à nouveau barragiste et profite à nouveau du refus de l'Union Belge d'accorder la licence à un autre club, cette fois le KRC Zuid-West Vlaanderen. Le club passe ensuite trois saisons plus tranquilles dans le ventre mou du classement.
En 2006, le KMSK Deinze termine avant-dernier et donc en position de relégable direct. Le club profite de sanctions administratives infligées à deux autres clubs pour rester en deuxième division. Tout d'abord, la RAA Louviéroise, reléguée de première division, n'obtient pas sa licence et est renvoyée directement en Division 3. Ensuite, c'est au tour de Geel d'être relégué à l'échelon inférieur, à la suite d'une affaire de tentative de corruption la saison précédente. Pour la quatrième fois, le club se sauve « sur tapis vert ».
La saison suivante est meilleure pour le club, qui termine sixième. Ce n'est hélas qu'un feu de paille pour le club qui retrouve la lutte contre la relégation. Il évite les barrages pour un point en 2008, mais finit avant-dernier un an plus tard et est cette fois relégué en troisième division.

### Relégation en Division 3
Après cette chute au niveau inférieur, le club ambitionne de remonter rapidement dans l'anti-chambre de l'élite. Il se qualifie pour le tour final pour la montée en 2010, dont il est éliminé au premier tour par l'Olympic Charleroi. La saison suivante, le club entame très mal le championnat et se retrouve en fond de classement.  Il se reprend par la suite, et remporte les deuxième et troisième tranches du championnat, terminant également troisième au classement final. Mais, le club n'ayant pas demandé sa licence pour évoluer en deuxième division, il n'est pas autorisé à prendre part au tour final. Le club dispute une saison 2012 sans relief, et termine en milieu de classement. De 2009 à 2020, le club joue en division 3 à l'exception de la saison 2015-2016 où il fait un aller et retour en division 2.

### Remontée en Division 2 en 2020, gros espoir et grosse déconvenue
Champion de division 3 en 2020, Deinze réintègre la division 2 et s'y maintient. En février 2022, les fans du club orangé se mettent à rêver de l'élite nationale lorsqu'arrive un « gros sponsor » en la personne du groupe « ACA Football Partners » (ACAFP), lequel annonce de grandes amibtions. Mais à peine deux ans plus tard, à savoir en septembre 2024, ACAFP - dont le site Internet annonce avoir accueilli le club anglais de Chartlon Athletic - se retire et laisse le club dans une situation très délicate. Un espoir semble permis quand le matricule 818 est repris par un groupe d'investissement luxembourgeois répondant au nom de AAD Invest Group. Mais malgré ce  changement de propriétaire, le cercle orange et noir est englué dans un montant trop important de dettes et d'impayés. Le KM SK Deinze est officiellement déclarée en faillite le mercredi 11 décembre 2024. Un échec commercial cuisant et une perte pour le patrimoine du football belge qui ont des répercussions sur la compétition de Challenger Pro League, division dans laquelle il évoluait.

## Résultats dans les divisions nationales
Statistiques mises à jour le 3 décembre 2024 (terme de la saison 2023-2024)

### Palmarès
- 1 fois champion de Division 3 en 1991
- 1 fois champion de Promotion en 1992

### Bilan
| Niv | Divisions     | Jouées | Titres | TM Up | TM Down |
| --- | ------------- | ------ | ------ | ----- | ------- |
| I   | 1re nationale | 0      | 0      |       |         |
| II  | 2e nationale  | 22     | 0      | 1     |         |
| III | 3e nationale  | 11     | 1      | 5     |         |
| IV  | 4e nationale  | 28     | 1      |       | 1       |
| V   | 5e nationale  | 0      | 0      |       |         |
|     |               |        |        |       |         |
|     | TOTAUX        | 61     | 2      | 6     | 1       |

- TM Up : test-match pour départager des égalités, ou toutes formes de Barrages ou de Tour final pour une montée éventuelle.
- TM Down : test-match pour départager des égalités, ou toutes formes de Barrages ou de Tour final pour le maintien.

### Classements saison par saison
| Ordre               | Saison  | Nom du club | Niveau                | Classement final | Remarques                                           |
| ------------------- | ------- | ----------- | --------------------- | ---------------- | --------------------------------------------------- |
| 1                   | 1954-55 | KMSK Deinze | Promotion série C     | 12e/16           |                                                     |
| 2                   | 1955-56 | KMSK Deinze | Promotion série A     | 14e/16           | Test-match !                                        |
| 3                   | 1956-57 | KMSK Deinze | Promotion série D     | 13e/16           |                                                     |
| 4                   | 1957-58 | KMSK Deinze | Promotion série A     | 11e/16           |                                                     |
| 5                   | 1958-59 | KMSK Deinze | Promotion série A     | 14e/16           | Relégué!                                            |
| séries provinciales |         |             |                       |                  |                                                     |
| 6                   | 1960-61 | KMSK Deinze | Promotion série D     | 13e/16           |                                                     |
| 7                   | 1961-62 | KMSK Deinze | Promotion série A     | 11e/16           |                                                     |
| 8                   | 1962-63 | KMSK Deinze | Promotion série A     | 13e/16           |                                                     |
| 9                   | 1963-64 | KMSK Deinze | Promotion série A     | 8e/16            |                                                     |
| 10                  | 1964-65 | KMSK Deinze | Promotion série B     | 13e/16           |                                                     |
| 11                  | 1965-66 | KMSK Deinze | Promotion série D     | 9e/16            |                                                     |
| 12                  | 1966-67 | KMSK Deinze | Promotion série B     | 6e/16            |                                                     |
| 13                  | 1967-68 | KMSK Deinze | Promotion série A     | 14e/16           | Relégué!                                            |
| séries provinciales |         |             |                       |                  |                                                     |
| 14                  | 1976-77 | KMSK Deinze | Promotion série A     | 11e/16           |                                                     |
| 15                  | 1977-78 | KMSK Deinze | Promotion série C     | 12e/16           |                                                     |
| 16                  | 1978-79 | KMSK Deinze | Promotion série B     | 4e/16            |                                                     |
| 17                  | 1979-80 | KMSK Deinze | Promotion série A     | 5e/16            |                                                     |
| 18                  | 1980-81 | KMSK Deinze | Promotion série A     | 14e/16           | Relégué!                                            |
| séries provinciales |         |             |                       |                  |                                                     |
| 19                  | 1982-83 | KMSK Deinze | Promotion série A     | 4e/16            |                                                     |
| 20                  | 1983-84 | KMSK Deinze | Promotion série A     | 7e/16            |                                                     |
| 21                  | 1984-85 | KMSK Deinze | Promotion série A     | 9e/16            |                                                     |
| 22                  | 1985-86 | KMSK Deinze | Promotion série A     | 13e/16           |                                                     |
| 23                  | 1986-87 | KMSK Deinze | Promotion série A     | 6e/16            |                                                     |
| 24                  | 1987-88 | KMSK Deinze | Promotion série A     | 13e/16           |                                                     |
| 25                  | 1988-89 | KMSK Deinze | Promotion série A     | 12e/16           |                                                     |
| 26                  | 1989-90 | KMSK Deinze | Promotion série A     | 2e/16            | [ saisons 2 ]                                       |
| 27                  | 1990-91 | KMSK Deinze | Promotion série A     | 2e/16            | [ saisons 3 ]                                       |
| 28                  | 1991-92 | KMSK Deinze | Promotion série A     | 1er/16           | Champion et promu!                                  |
| 29                  | 1992-93 | KMSK Deinze | Division 3 série A    | 1er/16           | Champion et promu!                                  |
| 30                  | 1993-94 | KMSK Deinze | Division 2            | 10e/16           |                                                     |
| 31                  | 1994-95 | KMSK Deinze | Division 2            | 12e/18           |                                                     |
| 32                  | 1995-96 | KMSK Deinze | Division 2            | 10e/18           |                                                     |
| 33                  | 1996-97 | KMSK Deinze | Division 2            | 3e/18            | Tour final!                                         |
| 34                  | 1997-98 | KMSK Deinze | Division 2            | 6e/18            |                                                     |
| 35                  | 1998-99 | KMSK Deinze | Division 2            | 16e/18           | [ saisons 5 ]                                       |
| 36                  | 1999-00 | KMSK Deinze | Division 2            | 11e/18           |                                                     |
| 37                  | 2000-01 | KMSK Deinze | Division 2            | 16e/18           | [ saisons 6 ]                                       |
| 38                  | 2001-02 | KMSK Deinze | Division 2            | 16e/18           | [ saisons 7 ]                                       |
| 39                  | 2002-03 | KMSK Deinze | Division 2            | 13e/18           |                                                     |
| 40                  | 2003-04 | KMSK Deinze | Division 2            | 7e/18            |                                                     |
| 41                  | 2004-05 | KMSK Deinze | Division 2            | 10e/18           |                                                     |
| 42                  | 2005-06 | KMSK Deinze | Division 2            | 17e/18           | [ saisons 8 ]                                       |
| 43                  | 2006-07 | KMSK Deinze | Division 2            | 6e/18            |                                                     |
| 44                  | 2007-08 | KMSK Deinze | Division 2            | 15e/19           |                                                     |
| 45                  | 2008-09 | KMSK Deinze | Division 2            | 18e/19           | Relégué!                                            |
| 46                  | 2009-10 | KMSK Deinze | Division 3 série A    | 4e/19            | Tour final!                                         |
| 47                  | 2010-11 | KMSK Deinze | Division 3 série A    | 3e/18            | [ saisons 10 ]                                      |
| 48                  | 2011-12 | KMSK Deinze | Division 3 série A    | 8e/18            |                                                     |
| 49                  | 2012-13 | KMSK Deinze | Division 3 série A    | 13e/18           | Tour final!                                         |
| 50                  | 2013-14 | KMSK Deinze | Division 3 série A    | 3e/18            | Tour final!                                         |
| 51                  | 2014-15 | KMSK Deinze | Division 3 série A    | 2e/18            | Promu direct!                                       |
| 52                  | 2015-16 | KMSK Deinze | Division 2            | 14e/17           | Relégué!                                            |
| 53                  | 2016-17 | KMSK Deinze | Division 1 Amateur    | 6e/16            |                                                     |
| 54                  | 2017-18 | KMSK Deinze | Division 1 Amateur    | 4e/16            | Play-offs                                           |
| 55                  | 2018-19 | KMSK Deinze | Division 1 Amateur    | 2e/16            | Play-offs                                           |
| 56                  | 2019-20 | KMSK Deinze | Division 1 Amateur    | 1er/16           | Champion et promu !                                 |
| 57                  | 2020-21 | KMSK Deinze | Division 1B           | 5e/8             |                                                     |
| 58                  | 2021-22 | KMSK Deinze | Division 1B           | 4e/8             |                                                     |
| 59                  | 2022-23 | KMSK Deinze | Challenger Pro League | 8e/12            |                                                     |
| 60                  | 2023-24 | KMSK Deinze | Challenger Pro League | 3e/16            |                                                     |
| 61                  | 2024-25 | KMSK Deinze | Challenger Pro League | Faillite         | le club est déclaré en faillite le 11 décembre 2024 |

## Personnalités du club

### Anciens joueurs connus
- Ernest Webnje Nfor, attaquant camerounais ayant notamment évolué à La Gantoise, Courtrai et Zulte Waregem, est prêté à Deinze durant la saison 2006-2007.
- Elimane Coulibaly, attaquant sénégalais ayant notamment joué à La Gantoise, Courtrai ou au Beerschot, joue à Deinze de 2005 à 2007.
- Nenad Mladenović, attaquant international serbe (1 sélection), est prêté à Deinze par La Gantoise en 2006.
- Jovica Trajčev, milieu de terrain international macédonien (4 sélections), est prêté à Deinze par La Gantoise en 2006.